# 김수환 (아나운서)
김수환(1979년 3월 15일 ~ )은 대한민국의 아나운서이다. 케이블 방송국 MBC 스포츠 플러스의 스포츠캐스터이며, 야구 중계를 담당하고 있다.

## 생애
동국대학교 국어국문학과를 졸업하고 학사 과정을 밟은 뒤 2006년에 Xsports 방송국에 입사함으로써 아나운서 활동을 시작했다.
2010년 12월부터 XTM 스포츠 캐스터로 활동하였고, 2016년부터 현재까지는 방송국을 옮겨 MBC 스포츠 플러스 아나운서로 활동 중이다.

## 고유 멘트
- 방향은 우측!!!(홈런성 타구가 나올 때)
- 담장 넘어~ 꽃힙니다!(혹은 꽃혔습니다!)(홈런 쳤을 때)[1]
- 선채로 삼진!(루킹삼진을 표현할때)
- 빗맞은 타구는 무조건 먹힌 타구라고 함(먹힌 공이 뭔지는 알고나 있는지)

1. ↑  2018년엔 펜스를 넘어갑니다라고 했다